# Ramadan Lolow
Ramadan Ahmedow Lolow (Рамадан Ахмедов Лолов, * 31. Dezember 1904 in Sliwen; † 31. Oktober 1967 ebenda) war ein bulgarischer Klarinettist und Sänger. 

## Leben und Wirken
Ramadan Lolow wurde in eine muslimische Romafamilie hineingeboren. Sein Vater Ahmed Alijew war Berufsmusiker, ebenso wie sein Bruder Georgi Lolow.
Er spielte eine Schlüsselrolle bei der Einführung der Klarinette in die bulgarische Volksmusik. Musikhistoriker wie Losanka Pejtschewa beschreiben die 1930er bis 1950er Jahre als „die Ära von Ramadan Lolow“ im Klarinettenspiel, die den Beginn einer Vermischung von Stilen aus verschiedenen Teilen des Landes markierte.
Lolow erlangte große Berühmtheit durch seine virtuosen Auftritte bei Hochzeiten und Messen, vor allem in Thrakien. In den 1930er Jahren wurde er durch die ersten Aufnahmen bulgarischer Volksmusik bekannt – seine Soloauftritte und die Begleitung populärer Künstler wie Iwanka Georgiewa, Atanaska Todorowa und Gudi Gudew.